# Y-blokken
Der Y-blokken (auch Y-blokka; deutsch Y-Block) war ein von Erling Viksjø entworfenes und 1969 fertiggestelltes Gebäude im Regierungsviertel der norwegischen Hauptstadt Oslo. Das Regierungsgebäude wurde 2020 abgerissen, nachdem es beim Bombenanschlag im Juli 2011 beschädigt worden war. Bekannt war das Gebäude unter anderem für seine beiden von Pablo Picasso entworfenen Wandgemälde.

## Lage
Der Y-Block wurde direkt neben dem Høyblokken errichtet. In direkter Nachbarschaft befanden sich auch die Dreifaltigkeitskirche (Trefoldighetskirken) und das alte Hauptgebäude der Deichmanske bibliotek. Im Westen des Gebäudes verlief die Akersgata, im Osten die Grubbegata und im Norden befand sich der Arne Garborgs plass.

## Geschichte

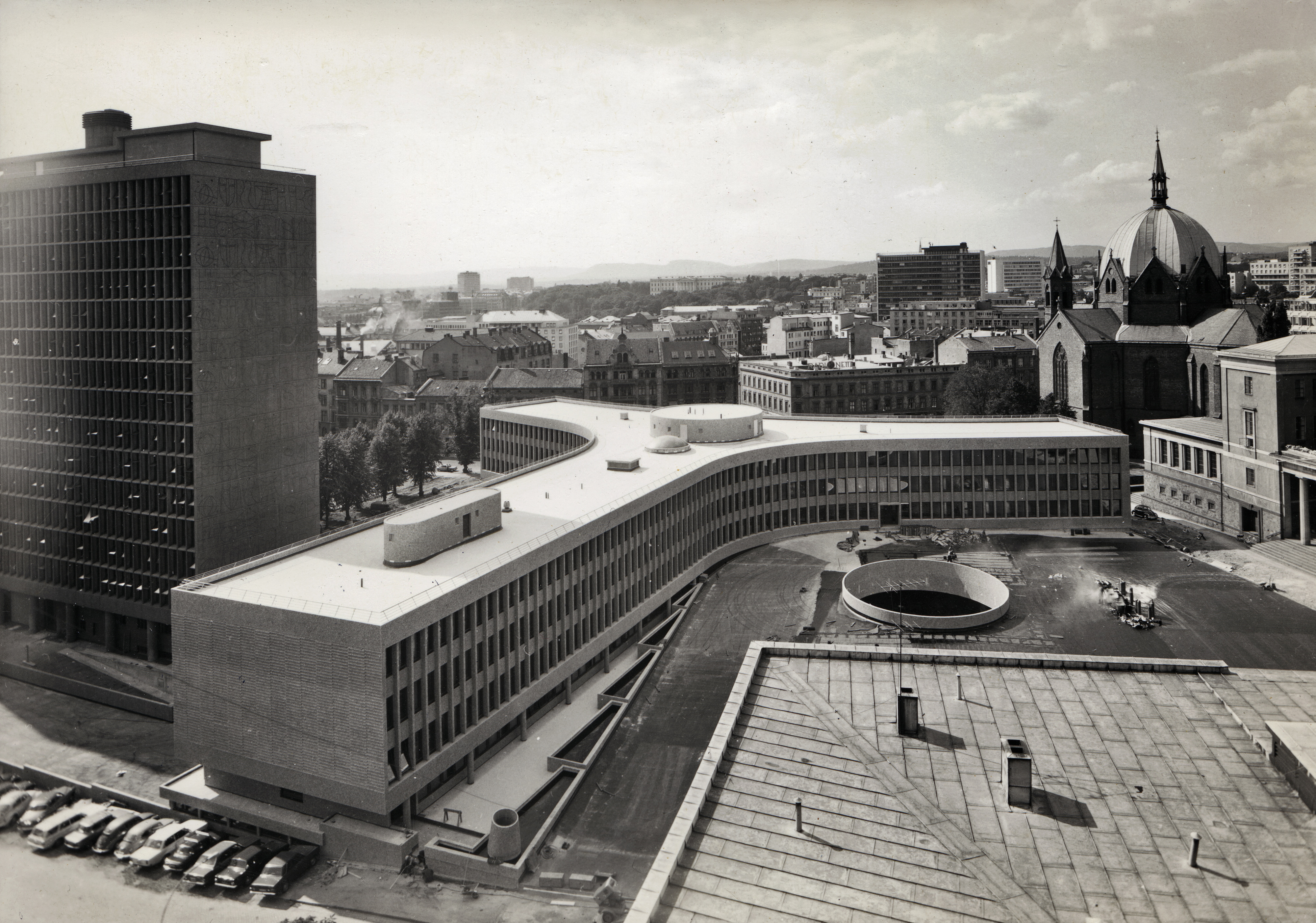
Y-Block im Jahr 1969

Im Jahr 1939 wurde ein Architekturwettbewerb ausgerufen, der sich aufgrund des Zweiten Weltkriegs um mehrere Jahre verzögerte. Schließlich wurde 1946 ein Entwurf des Architekten Erling Viksjø ausgewählt, der neben dem Y-Block auch den von 1955 bis 1959 erbauten Høyblokken enthielt. Der Y-Block wurde schließlich zehn Jahre später, im Jahr 1969, fertiggestellt. Den Namen erhielt das Gebäude aufgrund seines y-förmigen Grundrisses. Die Adresse des Y-Blocks war Akersgata 44.
Der Y-Block zählte nach dem vom rechtsextremen Terroristen Anders Behring Breivik am 22. Juli 2011 verübten Bombenanschlag im Osloer Regierungsviertel zu den vier am stärksten beschädigten Regierungsgebäuden. Das Gebäude wurde daraufhin rund ein Jahr lang saniert, um die Konstruktion zu sichern und die Grundlage für eine mögliche Totalsanierung zu legen. Untersuchungen der Bausubstanz kamen zu dem Schluss, dass ein Abriss des Y-Blocks nicht zwingend nötig sei. Die weniger stark beschädigten Bereiche konnten deshalb in den Folgejahren temporär als Büro und Lagerstätte genutzt werden. Das Gebäude wurde allerdings nie wieder in die reguläre Nutzung überführt.
Im Jahr 2014 legte die Regierung Solberg einen Plan für das neue Regierungsviertel vor, der den Abriss des Y-Blocks und zwei weiterer Regierungsgebäude vorsah. Eines der Hauptargumente für den Abriss des Y-Blocks waren Sicherheitsbedenken aufgrund des unter dem Gebäude verlaufenden Straßentunnels. Anders als bei den beiden anderen Regierungsgebäude S-blokken und R4 führten die Abrisspläne für den Y-Block zu stärkerem Widerstand bei Experten und in der Bevölkerung, da das Gebäude größeren kulturhistorischen Wert hatte. Kritisiert wurde beispielsweise der schließlich umgesetzte Plan, die Picasso-Wandgemälde durch den Umzug der Wandelemente zu bewahren. Dabei wurde argumentiert, dass man die in die Wände integrierten Kunstwerke durch die Trennung von Kunst und Architektur aus dem Kontext reiße. Der europäische Denkmalschutzverbund Europa Nostra setzte das Gebäude im Jahr 2020 auf die Liste der sieben am stärksten gefährdeten Kulturerbestätten Europas.
Der Stadtrat von Oslo gab im Jahr 2017 seine Zustimmung für einen Bebauungsplan ohne den Y-Block. Auch das norwegische Nationalparlament, das Storting, und die Regierung bestätigten mehrfach den Abriss des früheren Regierungsgebäudes. Aufgrund von Klagen verschob sich der ursprünglich für Oktober 2019 angesetzte Abrissbeginn in das Jahr 2020. Das Bezirksgericht Oslo (Oslo tingrett) entschied im April 2020, dass mit dem Abriss bereits vor Prozessbeginn begonnen werden dürfe. Die Arbeiten am Y-Block wurden im Jahr 2021 abgeschlossen.

## Architektur und Kunst

### Außengestalt und Innenausstattung
Das Gebäude hatte einen y-förmigen Grundriss. Oberirdisch umfasste der Bau drei bis fünf Etagen, die eine Fläche von insgesamt etwa 11.500 m² hatten. Zudem gab es zwei Kelleretagen. Der Y-Block galt bei der Fertigstellung im Jahr 1969 als eines der spätmodernistischen Hauptwerke in Norwegen. Eine Inspiration für das Gebäude war der ebenfalls y-förmige UNESCO-Hauptsitz in Paris. Die Kombination aus einem hohen Bau, dem Høyblokken, und einem niedrigeren, dem Y-Block, ähnelt dem UNO-Hauptquartier in New York City.
Im Zentrum des Gebäudes befand sich eine spiralförmige Treppe. Pläne zum Erhalt der Treppe ließen sich nicht realisieren.

### Wandgemälde
Viksjø arbeite im Gebäude mit Sichtbeton, in den während der Bauarbeiten Kunstwerke eingearbeitet wurden. Auf dem zur Akersgata zeigenden Gebäudearm befand sich an der Fassade das Wandgemälde Fiskerne (deutsch Die Fischer). Es wurde von Pablo Picasso in den Jahren 1957 und 1958 gezeichnet und von Carl Nesjar mittels Sandstrahlungstechnik im Jahr 1968 am Gebäude angebracht. Ein weiteres Picasso-Wandgemälde befand sich in der Eingangshalle. Auch das als Måken (deutsch Möwe) betitelte Gemälde wurde im Jahr 1968 von Nesjar auf Basis von Picassos Entwürfen umgesetzt.
Die Wandteile mit den beiden Kunstwerken wurden vor dem Abriss des Gebäudes aus dem Bau entfernt und zwischengelagert. Im Februar 2024 wurde das rund 14 × 11 Meter große und 100 Tonnen schwere Wandelement mit dem Kunstwerk Fiskerne an die Fassade des neuen Regierungsgebäudes A-blokken angebracht. Im September 2024 erfolgte auch der Umzug des zweiten Picasso-Kunstwerks in den A-blokken.

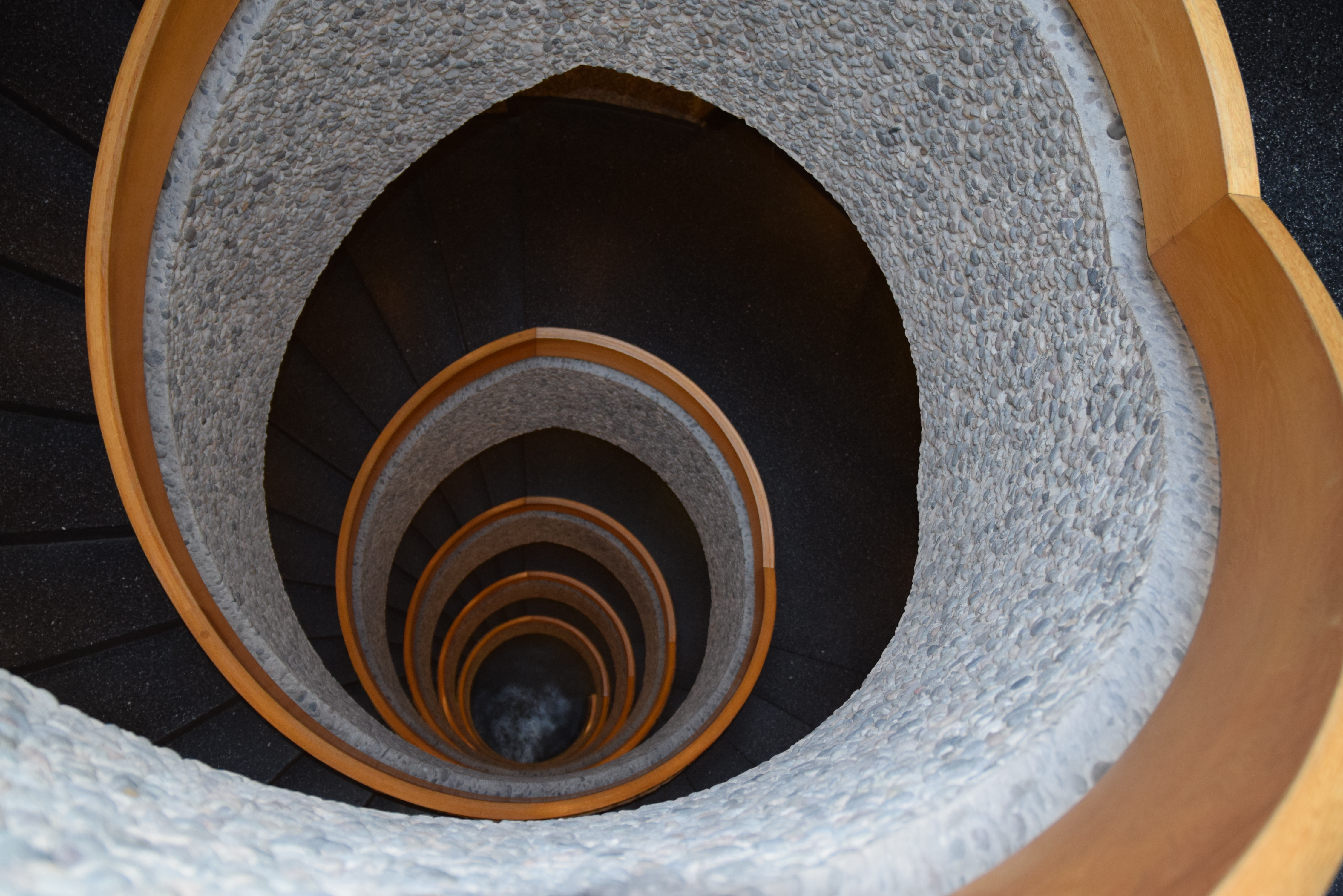
Spiraltreppe im Y-Block
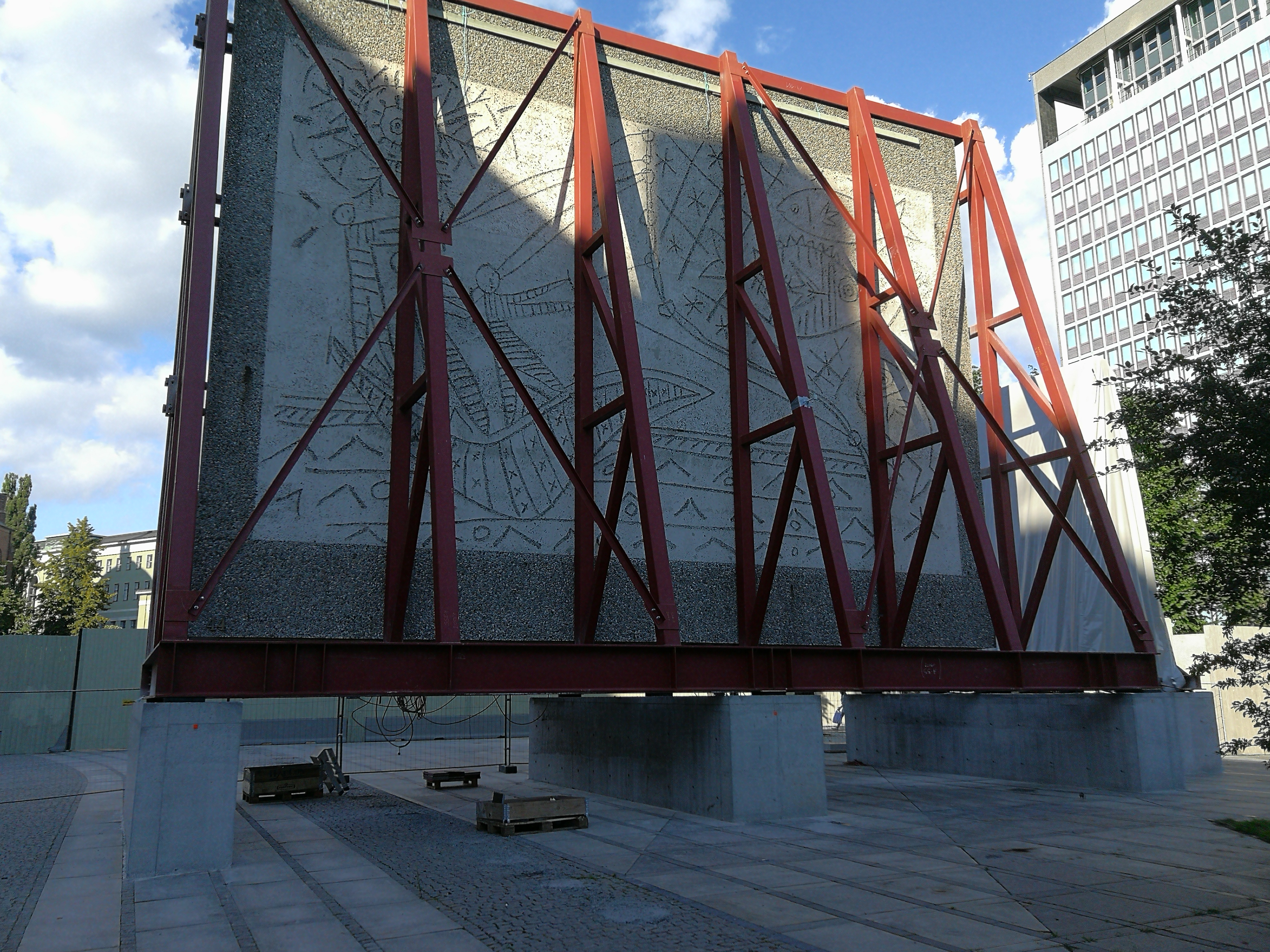
Umzug des Wandbilds Fiskeren im Juli 2020